# Don't Call Me Baby
Don't Call Me Baby è un singolo del duo musicale australiano Madison Avenue, pubblicato il 18 ottobre 1999 come primo estratto dall'unico album in studio The Polyester Embassy.

## Descrizione
Il brano presenta un campionamento della linea di basso presente nella canzone Ma quale idea del cantante italiano Pino D'Angiò, eseguita dal bassista Stefano Cerri. È opinione diffusa che tale melodia sia a sua volta basata sul brano Ain't No Stoppin' Us Now del duo statunitense McFadden & Whitehead; D'Angiò ha dichiarato invece che si tratta di una composizione originale sua e di Cerri.

## Accoglienza
Nel 2017 BuzzFeed l'ha posizionata trentaquattresima nella lista delle 101 migliori canzoni dance degli anni '90.

## Tracce
Testi e musiche di Cheyne Coates, Andy Van Dorsselaer e Duane Morrison.
1. Don't Call Me Baby – 3:49
2. Don't Call Me Baby (The Dronez Dub) – 6:10
3. Don't Call Me Baby (The Dronez Old School Mix) – 6:40
4. Don't Call Me Baby (Alexander Purkart Meets the Plastic Park Remix) – 7:34

## Successo commerciale
Nel Regno Unito il brano debuttò inizialmente alla 30ª posizione della Official Singles Chart nel novembre 1999, trascorrendo quattro settimane in classifica. L'8 maggio 2000 Don't Call Me Baby fu ripubblicato in suolo britannico e, dopo aver venduto 93 794 copie, è rientrato in classifica al primo posto, spodestando Oops!... I Did It Again di Britney Spears. A maggio 2020 il singolo ha distribuito un totale di 434 000 copie e ha inoltre totalizzato 70 000 riproduzioni in streaming.
In Australia la canzone ha trascorso sei settimane al 2º posto nella classifica dei singoli, mentre in Nuova Zelanda ha raggiunto la vetta nella pubblicazione del 2 aprile 2000.

## Classifiche

### Classifiche settimanali
| Classifica (1999-2000) | Posizione massima |
| ---------------------- | ----------------- |
| Australia              | 2                 |
| Belgio (Fiandre)       | 16                |
| Belgio (Vallonia)      | 23                |
| Francia                | 41                |
| Grecia                 | 7                 |
| Irlanda                | 4                 |
| Islanda                | 31                |
| Italia                 | 37                |
| Norvegia               | 11                |
| Nuova Zelanda          | 1                 |
| Paesi Bassi            | 22                |
| Portogallo             | 7                 |
| Regno Unito            | 1                 |
| Spagna                 | 20                |
| Stati Uniti            | 88                |
| Svezia                 | 47                |
| Svizzera               | 38                |

### Classifiche di fine anno
| Classifica (1999) | Posizione |
| ----------------- | --------- |
| Australia         | 7         |
| Classifica (2000) | Posizione |
| Australia         | 83        |
| Nuova Zelanda     | 16        |
| Regno Unito       | 31        |